# Morti nel 1079
| Questa pagina contiene informazioni ricavate automaticamente dalle voci biografiche con l'ausilio del template Bio e di un bot. L'aggiornamento è periodico e automatico e ricostruisce completamente la pagina. Se manca una persona in questa lista, sei pregato di non aggiungerla, ma accertati piuttosto che la sua voce biografica contenga il template Bio e che i dati anagrafici siano correttamente compilati. Se il template Bio manca, inseriscilo tu stesso o, in alternativa, metti l'avviso {{tmp\|Bio}} che ne segnala la mancanza. Se i dati riportati sono sbagliati, correggi direttamente la voce biografica; le modifiche saranno visibili in questa lista entro pochi giorni. Per chiarimenti vedi il progetto biografie. La lista contiene solo le 16 persone che sono citate nell'enciclopedia e per le quali è stato implementato correttamente il template Bio. Pagina aggiornata al 10 ago 2025. |

- 7 gennaio - Oddone I di Penthièvre, nobile (n. 999)
- 8 gennaio - Adele di Francia, nobile francese (n. 1009)
- 11 aprile - Stanislao di Cracovia, vescovo cattolico polacco (n. 1030)
- 12 luglio - Leone I, abate e santo italiano
- 18 agosto - Oddone II, vescovo cattolico italiano
- 2 dicembre - Mabel di Bellême, nobile
- Ibn Mu'adh al-Jayyani, matematico e astronomo arabo (n. 989)
- Adelaide di Savoia, nobile (n. 1052)
- Arnolfo di Gap, vescovo francese
- Enrico II di Lovanio, nobile fiammingo
- Ghigo II d'Albon, conte francese
- Gradilone, nobile normanno
- Haakon di Svezia, re
- Manfredo Incisa del Vasto, nobile italiano
- Wen Tong, pittore e poeta cinese (n. 1018)
- Atsiz ibn Uvak